# Camouflet
En génie militaire, un camouflet est une charge d'explosif destinée à détruire une galerie ennemie, ou à neutraliser la mine préparée par les sapeurs ennemis.

## Technique militaire
La charge est mesurée et prévue pour ne pas déboucher en surface ou détruire les ouvrages amis.
Pendant la Première Guerre mondiale, la plupart des camouflets se posaient grâce à des sondes avancées par des perforatrices. Certains étaient creusés d'avance et « jouaient » lorsque les travaux ennemis étaient censés s'en approcher. D'autres étaient destinés au déclenchement prématuré des charges ennemies ou pour répandre des gaz toxiques dans leurs galeries.

## Distinction entre les divers types de mines

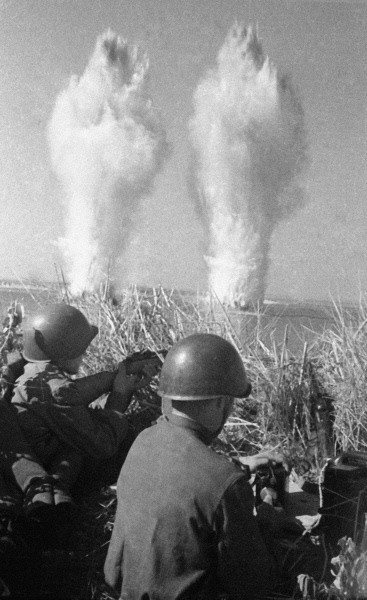
Camouflets en Russie
Photo Olga Lander

Les camouflets appartiennent à la famille des mines, utilisées pour les travaux de sape ; il en existe trois sortes, en fonction de la puissance croissante de leurs effets : 
- le camouflet, petit fourneau de mine destiné seulement à détruire une galerie souterraine adverse et ne produisant pas d’entonnoir. Pour cela, il suffit de réaliser un simple forage à l'aide d'une barre à mine, et de garnir alors le fond de poudre[3] ;
- la mine ordinaire, une charge de poudre utilisée dans le cadre d'un travail de sape ;
- et le « globe de compression », synonyme de fourneau surchargé[4].

Le camouflet fait donc appel à une très faible charge de poudre (fourneau « sous  chargé »), ne produisant pas d'entonnoir, et souvent utilisé pour neutraliser la mine de l'ennemi. Pour cela, dès que le bruit révèle que l'ennemi est en train de poser une mine, on aura recours à un camouflet, que l'on met en place du côté du mineur ennemi, et que l'on fait exploser lorsque l'on juge ne plus être séparé de la mine ennemie que de 2 à 4 mètres, de façon à retourner sa mine contre lui.